# Kind Butler III
Pour les articles homonymes, voir Butler.
Kind Butler III (né le 8 avril 1989) est un athlète américain, spécialiste du 400 mètres.

## Biographie
Sélectionné pour les championnats du monde en salle 2014 de Sopot en Pologne, il remporte la médaille d'or de l'épreuve du relais 4 × 400 mètres, en compagnie de Kyle Clemons, David Verburg et Calvin Smith Jr, devant le Royaume-Uni et la Jamaïque. L'équipe des États-Unis établit à cette occasion un nouveau record du monde en 3 min 2 s 13.

### Palmarès
| Date | Compétition                    | Lieu  | Résultat | Épreuve   | Temps         |
| ---- | ------------------------------ | ----- | -------- | --------- | ------------- |
| 2014 | Championnats du monde en salle | Sopot | 1er      | 4 × 400 m | 3 min 02 s 13 |

### Records
| Épreuve | Épreuve   | Performance | Lieu         | Date            |
| ------- | --------- | ----------- | ------------ | --------------- |
| 400 m   | Plein air | 45 s 43     | Indianapolis | 16 juin 2012    |
| 400 m   | Salle     | 45 s 84     | Albuquerque  | 23 février 2014 |